# 奥恩河畔屈尔西
奥恩河畔屈尔西（法語：Curcy-sur-Orne，發音：[kyʁsi syʁ ɔʁn] ⓘ）是法国卡尔瓦多斯省的一个旧市镇，属于卡昂区。2016年1月1日，奥恩河畔屈尔西与临近的4个市镇合并为新市镇勒奥姆（后更名为“蒂里阿库尔勒奥姆”），并成为了勒奥姆的委派市镇。

## 地理
奥恩河畔屈尔西（49°0'51"N, 0°31'19"W）面积13.57 平方千米，位于法国诺曼底大区卡爾瓦多斯省，该省份为法国西北部沿海省份，北濒大西洋英吉利海峡，东北与滨海塞纳省以海上边界相接，东临厄尔省，南至奧恩省，西与芒什省接壤。
与奥恩河畔屈尔西接壤的市镇（或旧市镇、城区）包括：拉凯讷、克鲁瓦西耶、阿马尔、乌菲耶尔、圣马丹德萨朗、蒂里阿库尔。
奥恩河畔屈尔西的时区为UTC+01:00、UTC+02:00（夏令时）。

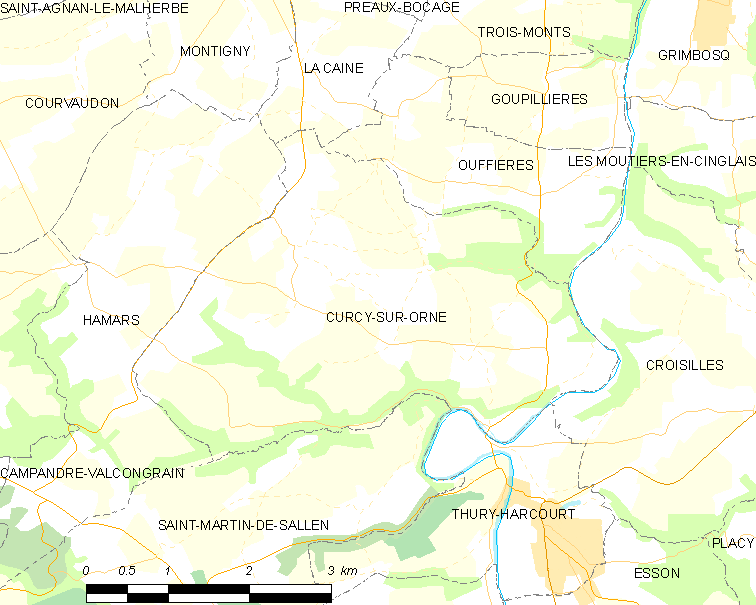
奥恩河畔屈尔西的OSM定位图

## 行政
奥恩河畔屈尔西的邮政编码为14220，INSEE市镇编码为14213。

## 政治
奥恩河畔屈尔西所属的省级选区为勒奥姆县。

## 人口

1962-2008年间奥恩河畔屈尔西人口变化图示

奥恩河畔屈尔西于2018年1月1日时的人口数量为472人。